# Бален (Сърбия)
Бален (на сръбски: Баљен) е село в Сърбия, разположено в община Тутин, Рашки окръг. Намира се на 1144 метра надморска височина. Населението му според преброяването през 2011 г. е 72 души. При преброяването на населението през 2002 г. има 72 жители, от тях 72 (100,00 %) бошняци.

## Население
Численост на населението според преброяванията през годините:
- 1948 – 98 души
- 1953 – 103 души
- 1961 – 127 души
- 1971 – 82 души
- 1981 – 97 души
- 1991 – 100 души
- 2002 – 72 души
- 2011 – 72 души